# سایوکو هاگیوارا
سایوکو هاگیوارا (انگلیسی: Sayoko Hagiwara؛ زادهٔ ۱ دسامبر ۱۹۶۲) بازیگر اهل ژاپن است.